# 圣马塞兰
圣马塞兰（法語：Saint-Marcellin，法語發音：[sɛ̃ maʁsəlɛ̃] ⓘ）是法国伊泽尔省的一个市镇，位于该省西部，属于格勒诺布尔区。圣马塞兰因出产奶酪而闻名

## 地理
圣马塞兰（45°9'6"N, 5°19'11"E）面积7.81 平方千米，位于法国奥弗涅-罗讷-阿尔卑斯大区伊泽尔省，该省份为法国东南部内陆省份，北起顺时针与安省、萨瓦省、上阿尔卑斯省、德龙省、阿尔代什省、卢瓦尔省和罗讷省。
与圣马塞兰接壤的市镇（或旧市镇、城区）包括：舍夫里耶尔、沙特、圣索沃尔、圣韦朗。

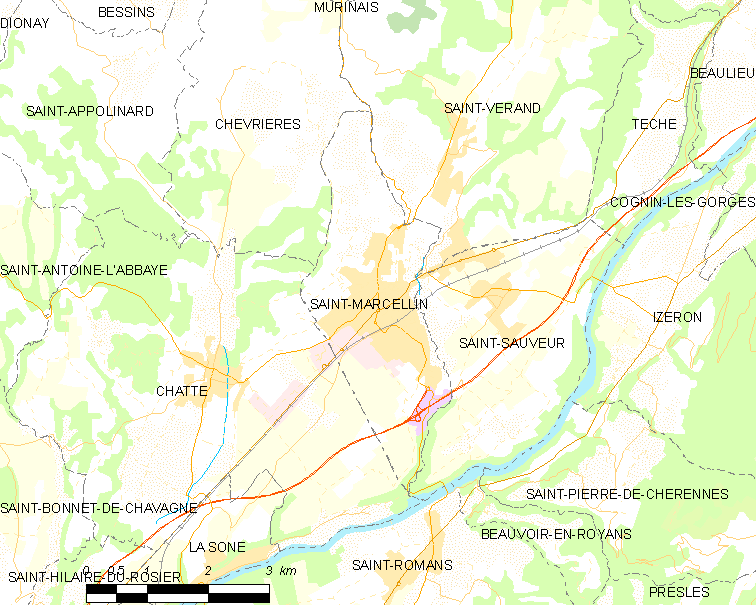
圣马塞兰的OSM定位图

圣马塞兰的时区为UTC+01:00、UTC+02:00（夏令时）。

## 行政
圣马塞兰的邮政编码为38160，INSEE市镇编码为38416。

## 政治
圣马塞兰所属的省级选区为南格雷西沃当县。

## 人口

1962-2008年间圣马塞兰人口变化图示

圣马塞兰于2022年1月1日时的人口数量为7705人。